# سعادت
روزنامه سعادت نام یکی از نشریات دوران مشروطه در همدان است. این نشریه هفتگی در همدان در سال۱۳۲۵٫ق به مدیریت محمدتقی نراقی و با چاپ سربی انتشار می‌یافت. هر نسخه از این روزنامه دارای ۴ صفحه بود. وجه اشتراک سالیانه آن در همدان یک تومان، در نقاط دیگر ایران پانزده هزار دینار، و برای روسیه و قفقاز به چهار منات می‌رسید. انتشار روزنامه سعادت تا سال(۱۳۲۶٫ق) ادامه یافت. مطالب این روزنامه شامل اخبار همدان، ولایات دیگر و عریضه‌های مردمی و اعلامیه و بیانیه بوده‌است.